# جیمینی
سیج جیمینی (به انگلیسی: Sage Jaimini) یک فیلسوف و محقق هندی باستان بود که مکتب فلسفی هندو میمامسا را پایه‌گذاری کرد. او را شاگرد ریشی، حکیم ویاسه، پسر پاراشارا ریشی می‌دانند. او را به نویسندگی میمامسا سوتراها و سوتراهای جیمینی نسبت می‌دهند. تخمین زده می‌شود که در حدود قرن ۴ تا ۲ قبل از میلاد می‌زیسته‌است. برخی از محققان او را بین ۲۵۰ قبل از میلاد تا ۵۰ بعد از میلاد می‌دانند. مکتب او غیرخداباورانه در نظر گرفته می‌شود، مکتبی که بر بخش‌های آیینی وداها و ضرورتاً بر دارما تأکید می‌کرد. جیمینی به‌دلیل مطالعاتش در مورد آیین‌های قدیمی ودایی شناخته شده‌است.
گوروی جیمینی بادارایانا بود، که بعدها مکتب فلسفه هندو ویدانته را با تأکید بر بخش‌های دانش وداها تأسیس کرد. تألیف برهما سوتراها به او نسبت داده شد. هم بادارایانا و هم جیمینی از یکدیگر نقل‌قول کردند که نظریه‌های یکدیگر را تجزیه و تحلیل می‌کردند، بادارایانا بر دانش تأکید می‌کرد درحالی‌که جیمینی بر آداب و رسوم تأکید می‌کند، گاهی اوقات با یکدیگر موافق هستند، گاهی اوقات مخالف، و اغلب ضد بیانیه‌های دیگری هستند.
مشارکت جیمینی در تحلیل و تفسیر متن بر دیگر مکاتب فلسفی هند تأثیر گذاشت و بهاشیا (بررسی‌ها و تفسیرها) بر متون جیمینی توسط دانشمندانی به نام‌های شابارا، کوماریلا بهاتا و پرابهاکارا مورد مطالعه قرار گرفت.

## آثار
جیمینی بیش‌تر به‌خاطر رساله بزرگش پوروا میمامسا سوترا، که به آن کارما میماسا (مطالعه کنش آیینی) نیز می‌گویند، شناخته می‌شود؛ سیستمی که آیین‌های موجود در متون ودایی را بررسی می‌کند. این متن مکتب پوروا میماسا، در فلسفه هند باستان، یکی از شش دارسانا یا مکتب فلسفه هند باستان را پایه‌گذاری کرد.
متنی که مربوط به حدود قرن چهارم قبل از میلاد است شامل حدود ۳۰۰۰ سوترا است و متن اصلی مکتب میمامسا به‌شمار می‌آید. هدف این متن تفسیر وداها با توجه به اعمال آیینی (کارما) و وظیفه مذهبی (دارما) است که در مورد اوپانیشادهای اولیه توضیح می‌دهد. میماسای جیمینی یک جنبش مناسکی (کارما-کاندا) در برابر خودشناسی (آتمن) در فلسفه ویدانته است. میمامسا سوترای او توسط بسیاری تفسیر شد، که شابارا یکی از اولین آن‌ها بود.
جیمینی همچنین نسخه‌ای از مهاباراتا را نوشت که توسط استادش ویاسه برای او روایت شده بود، اما امروزه فقط آشوامدیکا پروا و شاسراموخاکاریتام از او موجود است.